# Przemysł (Kujawien)
Przemysł (* um 1278; † um 1339) war ein polnischer Herzog in Inowrocław. Er entstammte dem Adelsgeschlecht der kujawischen Piasten.

## Leben
Przemysł war Sohn von Herzog Siemomysław von Kujawien († 1287) und  Salome von Pommerellen. Seine Schwester war Fenena von Kujawien, die Königin von Ungarn. Sein Onkel war der polnische König Władysław I. Ellenlang. Nach dem Tod seines Vaters übernahmen zunächst seine Mutter und sein Onkel Władysław I. Ellenlang die Regentschaft für ihn und seine Brüder. Ab 1294 führten sie selbst die Regierungsgeschäfte, Przemysł in Dobrzyń nad Wisłą. 1300 legte er mit seinen Brüdern den Lehenseid gegenüber dem neuen polnischen König Wenzel II. ab. Als sein älterer Bruder Leszek auf seinem Weg nach Ungarn von König Wenzel II. gefangen genommen wurde, übernahm er die Verwaltung seiner Ländereien, bis dieser 1312 wieder frei kam. Ab 1306 bekam er von Władysław I. Ellenlang die Regentschaft über Danzig und Pommerellen. 1309 verlor er diese jedoch durch die Besetzung Danzigs durch den Deutschen Orden. Er versuchte erfolglos das Michelauer Land vom Orden freizukaufen. 1314 teilten die Brüder das Erbe auf und Przemysł erhielt Bromberg und Wyszogród. 1318 verglich er sich mit seinem Bruder Leszek, der Überlebende sollte den zuvor Verstorbenen beerben. Doch bereits 1323 oder 1324 übergab Leszek seine Ländereien Przemysł. 1318 schloss er in Sulejów einen Beistandspakt mit Władysław I. Ellenlang ab und tauschte mit ihm 1327 seine Ländereien gegen das Herzogtum Sieradz. 1325 gründete er Solec Kujawski nach Magdeburger Stadtrecht. In den Rechtsstreitigkeiten zwischen dem Königreich Polen und dem Ordensstaat sagte er 1320 und 1339 als Zeuge aus. Er heiratete nie und hatte keine Kinder. Seine Ländereien fielen nach seinem Tod als erledigte Lehen an die polnische Krone.